# Casa Joan Calls
La Casa Joan Calls és un edifici del municipi de la Garriga (Vallès Oriental) inclòs en l'Inventari del Patrimoni Arquitectònic de Catalunya.

## Descripció
És un edifici civil, un habitatge unifamiliar entre parets mitgeres. Consta de planta baixa i pis. Assentada damunt un sòcol de maçoneria concertada rematat per una faixa de rajoles de color vermell disposades com un tauler d'escacs; aquest element formal es repeteix a la imposta de la planta pis. Les llindes de les obertures de la planta baixa emmarquen i valoren les mènsules del balcó. La barana d'aquest és de ferro fuetejat; el muntant central està rematat per un floró metàl·lic. Al medalló, les llindes de les obertures i les mènsules hi ha botons ceràmics.
S'ha de destacar com a element singular el remat de façana: de forma esglaonada, composta per cintes verticals centrades que es repeteixen lateralment.